# Timken
Timken és una població dels Estats Units a l'estat de Kansas. Segons el cens del 2000 tenia 83 habitants.

## Demografia
Segons el cens del 2000, Timken tenia 83 habitants, 40 habitatges, i 25 famílies. La densitat de població era de 213,6 habitants/km².
Dels 40 habitatges en un 22,5% hi vivien nens de menys de 18 anys, en un 50% hi vivien parelles casades, en un 10% dones solteres, i en un 37,5% no eren unitats familiars. En el 32,5% dels habitatges hi vivien persones soles el 12,5% de les quals corresponia a persones de 65 anys o més que vivien soles. El nombre mitjà de persones vivint en cada habitatge era de 2,08 i el nombre mitjà de persones que vivien en cada família era de 2,6.
Per edats la població es repartia de la següent manera: un 19,3% tenia menys de 18 anys, un 12% entre 18 i 24, un 22,9% entre 25 i 44, un 22,9% de 45 a 60 i un 22,9% 65 anys o més.
L'edat mediana era de 42 anys. Per cada 100 dones de 18 o més anys hi havia 91,4 homes.
La renda mediana per habitatge era de 25.500 $ i la renda mediana per família de 25.000 $. Els homes tenien una renda mediana de 20.625 $ mentre que les dones 14.500 $. La renda per capita de la població era de 28.897 $. Cap de les famílies i el 10,4% de la població estaven per davall del llindar de pobresa.

## Poblacions més properes
El següent diagrama mostra les poblacions més properes.